# Station Zwardoń
Station Zwardoń is een spoorwegstation in de Poolse plaats Zwardoń. Dit is het eindpunt van de Poolse treinen. Het volgende station, Skalité serafinov, ligt op vijf minuten loopafstand, net over de grens in Slowakije. Er rijden treinen richting Żywiec, Katowice en Skalité serafinov.